# Open-source governance
Open-source governance (известна и като open politics, отворено или прозрачно управление) е политическа философия, при която управлението, процесите и политиките за вземане на решения са прозрачни и достъпни за обществеността. При този модел гражданите могат активно да участват в оформянето на решенията, които засягат техните общности. Подходът има за цел повишаване на отчетността, сътрудничеството и демократичното участие с цел да се създаде по-приобщаваща и отзивчива форма на управление.